# Mu Arae b
Mu Arae b ou Quichotte (Quijote), également appelée HD 160691 b, est une exoplanète en orbite autour de l'étoile µ Arae, située à environ 51 années-lumière (15,5 pc) du Soleil, dans la constellation de l'Autel. Cette étoile est une naine jaune très semblable au Soleil, quoiqu'un peu plus grande et deux fois plus lumineuse, avec une métallicité double de celle du Soleil. Quatre planètes ont été détectées autour de cette étoile par la méthode des vitesses radiales :
| Planète                        | Masse (MJ) | Demi-grand axe (UA) | Période orbitale (d) | Excentricité    |
| ------------------------------ | ---------- | ------------------- | -------------------- | --------------- |
|                                |            |                     |                      |                 |
| µ Ara c                        | ≥ 0,03321  | 0,09094             | 9,6386 ± 0,0015      | 0,172 ± 0,04    |
| µ Ara d                        | ≥ 0,5219   | 0,921               | 310,55 ± 0,83        | 0,0666 ± 0,0122 |
| µ Ara b                        | ≥ 1,676    | 1,497               | 643,25 ± 0,90        | 0,128 ± 0,017   |
| µ Ara e                        | ≥ 1,814    | 5,235               | 4 205,8 ± 758,9      | 0,0985 ± 0,0627 |
|                                |            |                     |                      |                 |
| Système planétaire de Mu Arae. |            |                     |                      |                 |

Mu Arae b est la première de ces planètes à avoir été découverte. Son inclinaison étant inconnue, seule sa masse minimum a pu être estimée, à environ 1,7 MJ, ce qui en fait très certainement une géante gazeuse dépourvue de surface solide.
Elle boucle en 1,76 ans une orbite assez excentrique l'amenant entre 1,304 et 1,689 UA de µ Arae. Elle serait ainsi située dans la zone habitable de son étoile, de sorte que d'éventuels satellites naturels pourraient offrir des conditions habitables. Il n'est en revanche pas certain que de tels corps aient pu recevoir assez d'ultraviolets pour provoquer une abiogenèse locale, et il n'est pas non plus certain que des satellites beaucoup plus gros que Mars puissent se former et subsister sur des orbites stables autour de géantes gazeuses, même sensiblement plus massives que Jupiter.

## Désignation
Mu Arae b a été sélectionnée par l'Union astronomique internationale (IAU) pour la procédure NameExoWorlds, consultation publique préalable au choix de la désignation définitive de 305 exoplanètes découvertes avant le 31 décembre 2008 et réparties entre 260 systèmes planétaires hébergeant d'une à cinq planètes. La procédure, qui a débuté en juillet 2014, s'achèvera en août 2015, par l'annonce des résultats, lors d'une cérémonie publique, dans le cadre de la XIXe Assemblée générale de l'IAU qui se tiendra à Honolulu (Hawaï).